# لافید، آلبرتا
لافید، آلبرتا (به انگلیسی: Lougheed, Alberta) یک منطقهٔ مسکونی در کانادا است که در آلبرتا واقع شده‌است. لافید ۲۵۶ نفر جمعیت دارد و ۶۶۰ متر بالاتر از سطح دریا واقع شده‌است.